# Karl Prenner
Karl Prenner (* 1950) ist ein österreichischer Religionswissenschaftler.

## Leben
Karl Prenner wuchs in Rohrbach an der Lafnitz auf, studierte Katholische Theologie, Orientalistik/Arabistik und Judaistik. Er war nach dem Studium Universitätsassistent beim Religionswissenschaftler Claus Schedl. Er war a. o. Professor am religionswissenschaftlichen Institut an der Katholisch-Theologischen Fakultät der Karl-Franzens-Universität Graz mit einer Lehrbefugnis für Islamwissenschaft. Er ist Vorstandsmitglied und Vizepräsident der Österreichischen Gesellschaft für Religionswissenschaft (ÖGRW).
Seine Arbeitsschwerpunkte sind islamische Kulturgeschichte. Europa und der Islam, Kulturtransfer zwischen Orient und Okzident, Religion und Religiosität in der (Post-)Moderne.

## Schriften (Auswahl)
- Muhammad und Musa. Strukturanalytische und theologiegeschichtliche Untersuchungen zu den mekkanischen Musa-Perikopen des Qur'ān (= Studien. Band 6). Verlag für Christl.-Islam. Schrifttum, Altenberge 1986, ISBN 3-88733-064-1 (zugleich Habilitationsschrift, Graz 1985).
- mit Karl Matthäus Woschitz und Manfred Hutter: Das manichäische Urdrama des Lichtes. Studien zu koptischen, mitteliranischen und arabischen Texten. Herder, Wien 1990, ISBN 3-210-24962-8.
- Die Stimme Allahs. Religion und Kultur des Islam. Styria, Graz/Wien/Köln 2001, ISBN 3-222-12914-2.
- als Herausgeber mit Theresia Heimerl: Macht Religion Kultur. Können die Weltreligionen einen Beitrag zur Bildung einer Weltkultur leisten? (= Theologie im kulturellen Dialog. Band 12). Tyrolia-Verlag, Innsbruck/Wien 2004, ISBN 3-7022-2578-1.
- als Herausgeber mit Theresia Heimerl: Kultur und Erinnerung. Beiträge zur Religions-, Kultur- und Theologiegeschichte. Festschrift für Karl Matthäus Woschitz. Pustet, Regensburg 2005, ISBN 3-7917-1980-7.
- mit Anton Grabner-Haider und Johann Maier: Kulturgeschichte des frühen Mittelalters. Von 500 bis 1200 n. Chr. Vandenhoeck & Ruprecht, Göttingen 2010, ISBN 978-3-525-54006-0.
- als Herausgeber mit Theresia Heimerl: Vergänglichkeit. Religionswissenschaftliche Perspektiven und Thesen zu einer anthropologischen Konstante (= Karl-Franzens-Universität Graz. Allgemeine wissenschaftliche Reihe. Band 23). Leykam, Graz 2011, ISBN 978-3-7011-0217-4.
- als Herausgeber mit Anton Grabner-Haider: Religionen und Kulturen der Erde. Ein Handbuch. Wissenschaftliche Buchgesellschaft, Darmstadt 2012, ISBN 978-3-534-25049-3.
- mit Anton Grabner-Haider und Johann Maier: Kulturgeschichte des späten Mittelalters. Von 1200 bis 1500 n. Chr. Vandenhoeck & Ruprecht, Göttingen 2012, ISBN 3-525-53038-2.
- als Herausgeber mit Ulrike Bechmann und Erich Renhart: Der Islam im kulturellen Gedächtnis des Abendlandes. Unipress Graz Verlag, Graz 2014, ISBN 978-3-902666-34-5.
- mit Anton Grabner-Haider und Klaus Davidowicz: Kulturgeschichte der frühen Neuzeit. Von 1500 bis 1800. Vandenhoeck & Ruprecht, Göttingen 2014, ISBN 3-525-54026-4.
- mit Anton Grabner-Haider und Klaus Davidowicz: Kulturgeschichte des 19. Jahrhunderts. Vandenhoeck & Ruprecht, Göttingen 2015, ISBN 3-525-53118-4.
- mit Rolf Bergmeier und Anton Grabner-Haider: Politik und Religion im Christentum und im Islam. Eine kulturgeschichtliche Analyse (= Schriftenreihe Schriften zur Kulturgeschichte. Band 39). Verlag Dr. Kovac, Hamburg 2016, ISBN 3-8300-9075-7.